# Vaya par de gemelas
Vaya par de gemelas es una revista musical estrenada en el Teatro La Latina de Madrid el 4 de diciembre de 1981 y representada hasta noviembre de 1983. Contó con la actuación principal de Lina Morgan, y el 27 de diciembre de 1983 fue emitida por La 1 de Televisión Española en su espacio La comedia, ocasión en la que fue seguida por 19.683.000 espectadores, con una cuota de aceptación del 8,8; fue la emisión más vista del mes y uno de los programas más vistos de la historia de la televisión en España. Tiempos en que la oferta de canales era de tan solo 2 hasta 1990.

## Argumento
Virginia y Susana son dos gemelas idénticas que fueron separadas al nacer. Virginia queda al cuidado de sus padres naturales, personas humildes que prácticamente no han salido de su aldea. Susana es recogida por un abogado que se la entrega a su esposa, desconocedora de que su auténtica hija murió en el parto. Pasados los años, ambas se reencuentran dando lugar a numerosos equívocos y situaciones cómicas, acentuadas por la muy diferente personalidad de las hermanas: Susana es alegre, liberal y desinhibida. Virginia es mojigata, remilgada y nunca ha conocido varón.

## Reparto
- Lina Morgan .................... Virginia / Susana
- Pedro Peña (1981-1983) / Antonio Ozores (1983).. García
- Anne Marie Rosier .......... Jacinta
- Amelia Aparicio ............... Calixta
- Tito Medrano .................... Conrado
- Ricardo Valle .................... Moncho
- Berto Navarro ................... Santiago

## Ficha técnica
- Libreto: Manolo Baz
- Dirección: Víctor Andrés Catena
- Ayudante Dirección: Juan Ayala
- Realización: Gustavo Pérez Puig
- Regidor: Benito Buenamente
- Música original y Dirección Musical: Gregorio García Segura
- Producción: José Luis López Segovia
- Escenográfia: Wolfgang Bruman
- Coreográfia: Alberto Fuertes López
- Electricista: Armando Sánchez

## Números musicales
- Comienza el show
- Gracias por venir
- Sangre Caliente
- Amor de Carnaval
- Alegre Nápoles
- Esto es jazz
- Un mundo mejor
- Soy de foro / De Madrid a Barcelona
- Yo no sé para qué
- Llegó la Hora.